# Brentwood (Nou Hampshire)
Brentwood és una població dels Estats Units i seu del comtat de Rockingham a l'estat de Nou Hampshire. Segons el cens del 2007 tenia 3.904 habitants.

## Demografia
Segons el cens del 2000, Brentwood tenia 3.197 habitants, 911 habitatges, i 777 famílies. La densitat de població era de 73,4 habitants per km².
Dels 911 habitatges en un 45,2% hi vivien nens de menys de 18 anys, en un 76% hi vivien parelles casades, en un 6,8% dones solteres, i en un 14,6% no eren unitats familiars. En el 10,8% dels habitatges hi vivien persones soles el 3,6% de les quals corresponia a persones de 65 anys o més que vivien soles. El nombre mitjà de persones vivint en cada habitatge era de 2,99 i el nombre mitjà de persones que vivien en cada família era de 3,22.
Per edats la població es repartia de la següent manera: un 24,7% tenia menys de 18 anys, un 0% entre 18 i 24, un 30,3% entre 25 i 44, un 23,5% de 45 a 60 i un 14,8% 65 anys o més.
L'edat mediana era de 39 anys. Per cada 100 dones de 18 o més anys hi havia 103,7 homes.
La renda mediana per habitatge era de 68.971$ i la renda mediana per família de 71.875$. Els homes tenien una renda mediana de 46.081$ mentre que les dones 33.359$. La renda per capita de la població era de 22.027$. Entorn del 3,3% de les famílies i el 3,7% de la població estaven per davall del llindar de pobresa.